# Dominant (bdsm)

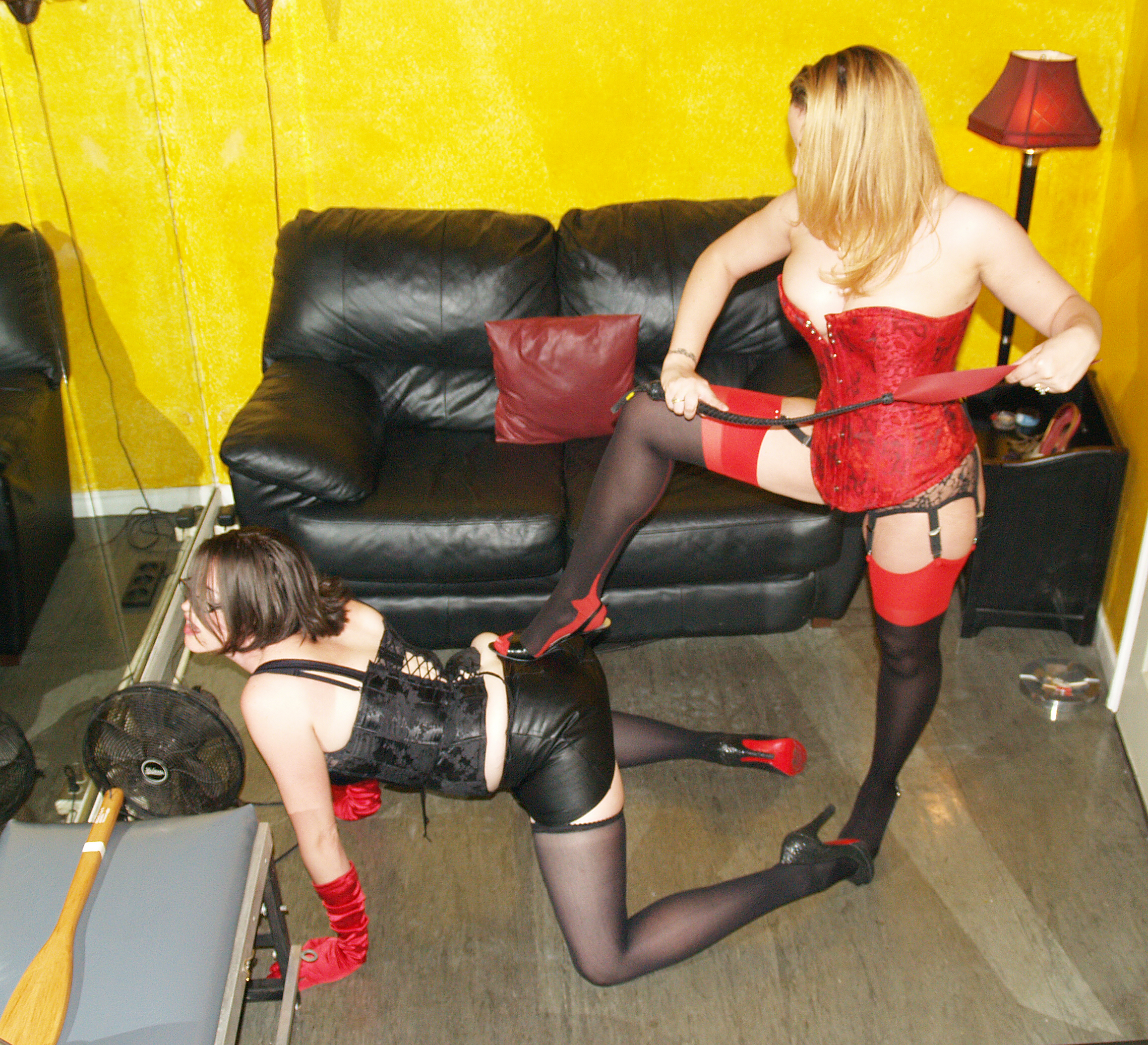
Een dominante vrouw of dominatrix (rechts) met een submissive

Een dominant binnen de bdsm-wereld is de persoon die een submissive (onderdanige of slaaf) leidt in een seksueel  of erotisch rollenspel, dit hoeft niet zozeer een daadwerkelijk seksuele handeling zijn, het spel kan ook zuiver mentaal zijn.

## Terminologie
De dominant(e) haalt plezier uit het domineren van zijn/haar sub of uit de interactie met de sub. Een vrouwelijke dominant noemt men ook wel Dominatrix, Meesteres of Domme. Deze vorm van dominantie wordt FemDom genoemd. Een mannelijke dominant noemt men ook wel Dom, Sir of Meester.
Binnen de mannelijke of vrouwelijke dominantie bestaan vele varianten. Zo is er de DaddyDom, die een diepgaande liefdesverhouding heeft met zijn submeisje waar bescherming, opvoeding, straf en beloning centraal staat. Bij vrouwelijke dominantie kan sprake zijn van cuckolding.

## Top/bottom
De dominant hoeft niet per definitie de te ondergane partij te zijn. Een dominant kan daarbij top of bottom zijn. Het grootste verschil tussen top en dominant is dat een dominant het spel stuurt. De top kan ook een dominant dienen. De dominant kan de top vragen hem een spanking te geven. Hierbij is de dominant de bottom, de dominant ondergaat dan de seksuele handeling. Zoals flogging. En de submissive is dan de top, deze doet de handeling.

## Switch
Een dominant(e) hoeft niet puur dominant te zijn, hij of zij kan ook een switch zijn. Dan vindt men het prettig om in de context van het spel of naar behoeft van rol te wisselen.

## Misverstand
Een veelgehoorde misconceptie is de link tussen een zwakke machtspositie in het echte leven en een wil tot domineren in een relatie (of omgekeerd, de wil tot seksuele onderwerping bij een in het dagelijks leven leidinggevende functie). Hiervoor zijn geen aanwijzingen.